# Torre Pallavicina
Torre Pallavicina ist eine italienische Gemeinde (comune) mit 1118 Einwohnern (Stand 31. Dezember 2023) in der Provinz Bergamo, Lombardei. 

## Geographie
Der Ort liegt etwa 50 Kilometer östlich von Mailand und 38 Kilometer südöstlich von Bergamo an der Grenze zu den Provinzen Brescia und Cremona. 

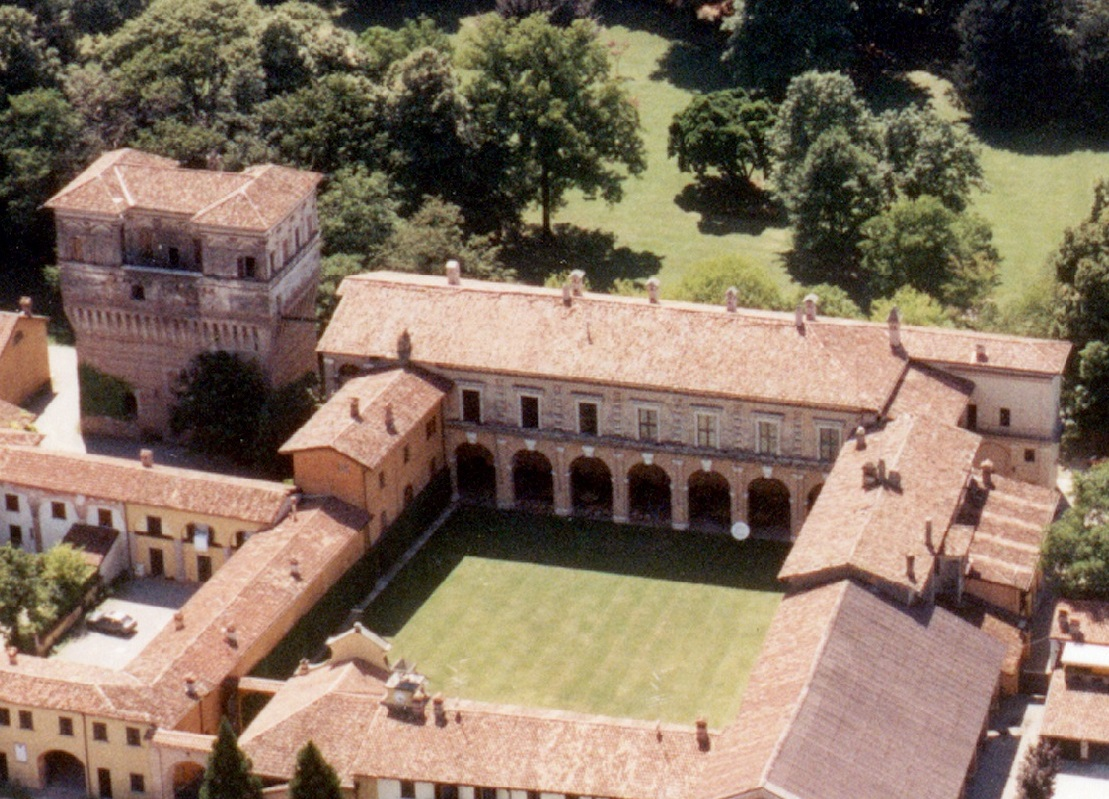
Palazzo Barbò
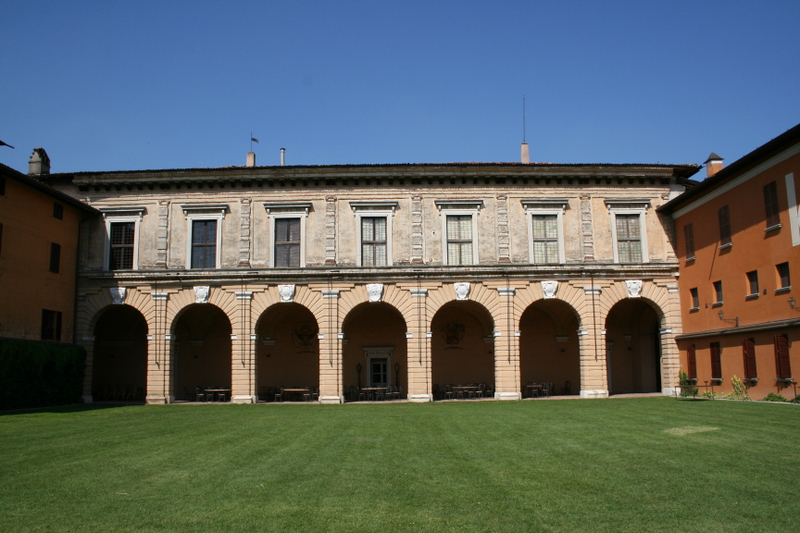
Palazzo Barbò